# Flughafen Vinh

i8
i11
i13
Der Flughafen Vinh (vietnamesisch Sân bay quốc tế Vinh, englisch Vinh Airport, IATA-Code: VII, ICAO-Code: VVVH) liegt bei der Stadt Vinh in der Provinz von Nghệ An, in der Region Bắc Trung Bộ in Vietnam. Der Flughafen liegt 6 km nördlich vom Stadtzentrum. Die Länge der Start- und Landebahn beträgt 2400 m, die Breite 45 m.

## Fluggesellschaften und Flugziele
- VietJet Air (Ho-Chi-Minh-Stadt, Da Lat, Ban Me Thuot)
- Jetstar Pacific Airlines (Ho-Chi-Minh-Stadt, Nha Thrang, Ban Me Thuot)
- Vietnam Airlines (Buon Ma Thuot, Da Nang, Ha Noi, Ho-Chi-Minh-Stadt)